# Schaenicoscelis elegans
Espèce
Schaenicoscelis elegans est une espèce d'araignées aranéomorphes de la famille des Oxyopidae.

## Distribution
Cette espèce est endémique du Brésil.

## Description
Les mâles mesurent de 8 à 10 mm.

## Publication originale
- Simon, 1898 : Descriptions d'arachnides nouveaux des familles des Agelenidae, Pisauridae, Lycosidae et Oxyopidae. Annales de la Société entomologique de Belgique, vol. 42, p. 1-34 (texte intégral).